# Elaphria chalcedonia
Elaphria chalcedonia is een vlinder uit de familie van de uilen (Noctuidae). De wetenschappelijke naam van de soort is voor het eerst geldig gepubliceerd in 1808 door Hübner.